# Księga jesiennych demonów
Księga jesiennych demonów – zbiór opowiadań fantastyki grozy autorstwa Jarosława Grzędowicza wydany przez Fabrykę Słów w 2003.
Tom składa się z następujących opowiadań: Prolog, Klub Absolutnej Karty Kredytowej, Opowieść terapeuty, Wiedźma i wilk, Piorun, Czarne motyle, Epilog. Opowiadania są umiejscowione we współczesnej Polsce, ich wspólnym tematem są wariacje na temat tego, co stanie się, gdy w codzienne życie ludzi wkroczy magia, która wydaje się obiecywać rozwiązać ich problemy – ale jaką ukrytą cenę będzie trzeba zapłacić?
Był to pierwszy zbiór opowiadań i równocześnie książkowy debiut Grzędowicza. Książka spotkała się z przychylnymi opiniami recenzentów.

## Historia edycji
Zbiór został wydany przez Fabrykę Słów w październiku 2003; doczekał się wznowień w 2007, 2010, 2014 i 2024.
Klub Absolutnej Karty Kredytowej ukazał się w Internecie (w nr 3 e-zinu „Farenheit” na przełomie 1997 i 1998 roku; był też nominowany do Nagrody Elektrybałta tego zinu); następnie był włączony do antologii Wizje alternatywne #4 (Solaris 2002).

## Fabuła
W Prologu, Jacek Wolecki, człowiek, któremu właśnie załamało się życie (właśnie stracił pracę, dom i dziewczynę) odwiedza sklep z magicznymi przedmiotami, prowadzony przez „miejskiego szamana”. Tam sprzedawca opowiada mu o ludziach, którzy spotkali się z nadprzyrodzonymi siłami – otrzymując dzięki magii bogactwo, miłość i zdolności, jednak zawsze muszą zapłacić za nie ukrytą cenę.
W Klubie Absolutnej Karty Kredytowej główny bohater stracił pracę, mieszka z żoną i dziećmi u rodziców, i wyrusza w podróż, na którą go nie stać, bez celu. Nagle dostaje magiczną kartę kredytową, która wydaje się nie mieć limitu środków.
Bohater Opowieści terapeuty, zmęczony psycholog-psychoterapeuta, dostaje moc uzdrawiania swoich pacjentów. W opowiadaniu pojawia się też postać samego Boga, przedstawiona jako osoba zmęczona i cierpiąca na amnezję.
Opowiadanie Wiedźma i wilk przedstawia wątek fantastyczny – bohaterka to wiedźma, która rozstaje się z problematycznym partnerem, i próbuje znaleźć – stworzyć – partnera idealnego, którym okazuje się wilkołak; ten niestety nie czuje się dobrze w ciele człowieka.
Bohaterem Pioruna jest naukowiec – genetyk, podejrzewający żonę o zdradę; śledząc ją, poznaję inną kobietę, w której się zakochuje – a w tle, w miejscowości, gdzie mieszka, nagle wiele osób także spotyka idealnych partnerów i następnie znikają bez wieści...
W Czarnych motylach, mieszkająca na wsi wdowa wspomina swojego męża, i niespodziewanie w jej życiu pojawia się nowy, interesujący mężczyzna. Narracja częściowo prowadzona jest przez ducha męża wdowy.
Epilog jest zakończeniem Prologu.

## Odbiór i analiza
W 2003 książkę pozytywnie zrecenzował dla „Notesu Wydawniczego” recenzent o pseudonimie „pz”, pisząc, że „teksty zasługują na uwagę” a zbiór „z całą pewnością warto przeczytać”. Pochwalił autora za udane budowanie napięcia i nastroju, i tworzenie „sugestywnej atmosfery, napawającej prawdziwym strachem”, a także, za umiejscowienie opowiadań we współczesnej rzeczywistości.
Też w 2003 antologia została zrecenzowana dla przez Janusza A. Urbanowicza dla fanzinu „Esensja”. Opowiadanie Wiedźma i wilk uznał za postfeministyczne. Tematem przewodnim opowiadań ze zbioru uznał „utratę”, a bohaterów za „loserów” – ludzi wiecznie przegrywających coś w życiu. Pochwalił zbiór za „świetne opracowaną psychikę bohaterów” i dobre opisy, a także warsztat literacki autora; skrytykował trzy opowiadania jako mocno inspirowane innymi utworami. Zbiór porównał do Lśnienia Stephena Kinga, gdzie groza wynika mniej z elementów nadprzyrodzonych, a bardziej ze zwykłej rzeczywistości i stosunków międzyludzkich.
W tym samym roku pozycję zrecenzowała dla portalu Polter Agnieszka Kawula. Książkę oceniła bardzo pozytywnie (9.5/10), uznając ją za „świetną powieść grozy” i równocześnie „powieść psychologiczną”, a także „metaforę ludzkich obaw i lęków”; Grzędowicz według recenzentki ma „bardzo dobrze opanowany warsztat literacki” i „misternie połączył kingowski horror z mrocznością historii Poego”. Zwróciła uwagę na udane użycie przez autora różnych stylów narracyjnych (pierwszo-, drugo- i trzeciosobowego). Pochwaliła „niesamowity klimat” książki, stwierdziła, że „groza bije z każdego opowiadania” a „każda historia jest dokładnie zaplanowana i przemyślana. Nie ma w niej zbędnych dłużyzn ani pustych słów”. Recenzentka pozytywnie oceniła też ilustracje Magdaleny Miszczak.
W 2006 dla portalu Katedra antologię zrecenzował Tymoteusz Wronka. Za najlepsze opowiadanie zbioru uznał Czarne motyle. Za motyw opowiadania Klub Absolutnej Karty Kredytowej uznał powiedzenie „pieniądze to nie wszystko”. Antologię ocenił jako nieco powyżej przeciętnej (6/10), pisząc, że „wszystkie utwory, oprócz ostatniego, przeczytałem bez większych emocji” i że „samą fabułą opowiadania zdecydowanie się nie bronią”.
W 2007 książkę zrecenzował ponownie dla Katedry Daniel Elkader, oceniając ją na 7/10. Recenzent pochwalił styl autora: „...jego pióro jest lekkie i sprawne... bardzo sugestywnie buduje klimat, sprawnie prowadzi akcję”; porównał Grzędowicza do Jacka Piekary. Pochwalił też stworzony przez Grzędowicza klimat grozy, która objawia się przez tragedię realistycznych, życiowych sytuacji. Skrytykował jednak brak logicznych powiązań między opowiadaniami i bardzo słaby ich związek z tytułem książki; stwierdził też, że wiele opowiadań ma słabe zakończenia. Książkę ocenił w podsumowaniu jako „dobrą”, ale nie „rewelacyjną”.
Także w tym roku książka doczekała się drugiej recenzji w „Esensji”, tym razem recenzentem był Radosław Scheller. Pochwalił książkę za „kunsztowną” i „oczarowującą warstwę językową” i uznał ją za „ze wszech miar zacną i godną polecenia”, aczkolwiek zauważył, że jest to lektura pesymistyczna. Porównał prozę Grzędowicza do Stephena Kinga, pisząc, że buduje on grozę „po mistrzowsku... nie hektolitrami krwi czy ocierającymi się o obrzydliwość zabójstwami, ale szarą codziennością”. Za najsłabsze opowiadanie zbioru uznał Czarne motyle, Które dla recenzenta „balansują na granicy monotonii, żeby nie rzec nudy”.
Dalej w tym samym roku książkę ponownie zrecenzowano dla portalu Polter; tym razem recenzentem był Bartosz Szczyżański. Recenzent pochwalił oprawę graficzną drugiego wydania (okładkę pierwszego uznał za „okropną”), a także język („szybki, energiczny”), opisy i dialogi („wyważone perfekcyjnie”). Samą książkę uznał za „objawienie” i ocenił ją na 9/10 (rok później, recenzując kolejny tom opowiadań Grzędowicza, recenzent ponowił swoją opinię, pisząc o Księdze, że „olśnił(a) mnie całkowicie – tak mocnych, przepełnionych emocjami utworów jeszcze nie widziałem w polskiej fantastyce”).
W 2009 recenzenci Esensji zaliczyli książkę do „10 najlepszych polskich zbiorów opowiadań fantastycznych”, a prawie wszystkie opowiadania (poza samym Epilogiem/Prologiem) zaliczyli do „rankingu 100 najlepszych opowiadań wszech czasów polskiej fantastyki”. Antologię opisali jako „zbiór tekstów obyczajowych z doklejonymi jedynie motywami fantastycznymi... wyjątkowo spójny... nastrojowy... ciekawy [i] przejmujący”. Rok później zaliczyli książkę do rankingu „50 książek minionej dekady, które warto znać”.
Dla portalu Paradoks pozycję w 2014 r. zrecenzowała Ewelina Flis. Pochwaliła książkę za jakość wydania (oprawę, papier, ilustracje), a opowiadania, jako dające się „czytać z przyjemnością”. Według recenzentki, „Grzędowicz przedstawia utarte schematy w zaskakujący sposób”, aczkolwiek „zakończenia niektórych historii łatwo się domyślić”.